# Usine d'incinération des ordures ménagères du Vallon
L'usine d'incinération des ordures ménagères du Vallon est un incinérateur construit dans le quartier du Vallon à Lausanne pour traiter les déchets ménagers de la région. Mis en service en 1958, il cesse toute activité en 2005 au profit de la nouvelle usine d'incinération lausannoise Tridel.
En 2021, des analyses révèlent l'existence d'une importante pollution des sols lausannois aux dioxines et furanes. Les spécialistes estiment que les rejets de l'incinérateur du Vallon sont responsables de cette pollution.

## Description

### Aspects techniques
L'usine d'incinération des ordures ménagères du Vallon est un incinérateur construit en dans la seconde moitié des années 1950 et mis en service en 1958.
L'usine est équipé de deux fours fournis par l'entreprise Von Roll. Ils sont prévus pour brûler quotidiennement 100 tonnes de déchets chacun, à une température d'environ 1 000 degrés Celsius.
Les électrofiltres installés en 1958 sont produits par Elex S.A..

### Localisation
L'incinérateur est situé dans la vallée du Flon au niveau du quartier Vallon / Béthusy de la commune de Lausanne. Dans cette partie de la vallée, le Flon a été voûté durant quelques années avant la construction de l'usine d'incinération, au cours des années 1950.
Les autorités prévoient initialement que la zone du Flon en amont de l'incinérateur devaient être comblée sur environ 600 mètres avec des déchets non-incinérés. Toutefois, une zone plus importante est comblée, modifiant l'environnement naturel de cette vallée.

### Types de déchets incinérés
Jusqu'en 1978, les déchets incinérés à l'usine du Vallon sont de trois types : des déchets ménagers, des déchets industriels et les déchets des services communaux lausannois.
Entre 1968 et 1982, les déchets provenant des dégrilleurs des stations d'épuration des eaux (STEP) sont également traités par l'usine d'incinération du Vallon,.

## Histoire

### Contexte

#### Saturation des décharges
Au tournant des années 1950, les autorités lausannoises sont confrontées à un problème de gestion des déchets ménagers produits dans l'agglomération. En effet, les décharges ouvertes arrivent à saturation. Les estimations prévoient en effet que les deux décharges principales de Lausanne, celles situées au Vallon et à Sévelin, seront pleines aux environs de 1956,.
De plus, les décharges ouvertes posent des difficultés urbanistiques et sanitaires. Tout d'abord, elles provoquent des nuisances pour les riverains. La situation sanitaire aux abords des décharges est également difficiles : les ordures permettent la prolifération d'espèces nuisibles comme les rats et facilitent la dissémination de pathogènes.
Enfin, la situation géographique de Lausanne, un territoire escarpé, ainsi que le niveau d'urbanisation de la commune rendent impossible la création d'une nouvelle décharge,.

#### Augmentation du volume d'ordures ménagères
La problématique des déchets est rendue plus complexe du fait de l'augmentation des besoins de gestion des ordures ménagères. Les services chargés de gérer les déchets observent en effet une augmentation du tonnage de déchets produits chaque année par la population. Les autorités politiques sont donc averties qu'elles doivent également planifier une solution à même de supporter un volume de déchets annuels plus importants que celui existant et en augmentation.

### Étude, construction et mise en service de l'incinérateur

#### Solutions envisagées
Une fois la création d'une nouvelle décharge écartée, les autorités communales envisagent quatre types de solutions : la transformation des déchets en composés utilisables dans l'agriculture (zymothermie), l'épuration dans une station dédiée, le tri et la récupération ainsi que l'incinération.
Les études préliminaires poussent toutefois le pouvoir politique à écarter les trois premières options, certains de leurs défauts étant estimés rédhibitoires. Les coûts de la zymothermie sont jugés trop importants et le rendement trop faible. Pour ce qui est de l'épuration, sa spécificité aux déchets putrescibles le rend inapte à traiter l'ensemble des ordures lausannoises. Il ne pourrait donc s'agir que d'une solution partielle, à compléter avec un autre système. Enfin, le tri et la récupération ne permettront pas de gérer un tonnage de déchets suffisants pour faire face aux besoins de la population.

#### Le choix de l'incinération
Si l'étude des autres solutions que l'incinération est finalement stoppé pour les désavantages de chacune de ces méthodes, l'incinération est à l'époque perçue comme une solution moderne et adéquate sur les plans économique, hygiénique et politique,. Toute d'abord, plusieurs incinérateurs existent en Suisse à l'époque. La municipalité lausannoise peut donc s'appuyer sur des technologies déjà utilisées sur le territoire et sur des expériences concrètes.
Sur le plan économique, l'incinération des déchets présente l'avantage de produire de l'énergie qui peut être convertie en électricité ou chaleur. Ainsi, des industries ou des particuliers peuvent devenir clients de ces services de production de chauffage ou d'électricité et ainsi financer au moins une partie des coûts d'exploitation d'un incinérateur.

### Construction
Au total, la construction de l'incinérateur coûte 15 millions de francs suisses.
À proximité de l'incinérateur du Vallon, la centrale thermique Pierre-de-Plan est aménagée pour capter une partie de l'énergie produite,.

### Premières améliorations
En 1967, certains éléments techniques de l'incinérateur sont modernisés. Des électrofiltres sont installés afin d'atténuer la présence de résidus de combustion dans les fumées s'échappant alentour.

### Nouvelles améliorations
De nouvelles installations de lavage des fumées par humidité sont installées en 1988.

## Pollution
En 1999, un rapport interne à la municipalité de Lausanne indique que les rejets de l'incinérateur sont hors des limites de l'ordonnance fédérale sur la protection de l'air.